# Botykapeterd
Botykapeterd es un pueblo ubicado en el distrito de Szigetvár, en el condado de Baranya, Hungría.

## Superficie
Posee una superficie de 17,43 kilómetros cuadrados.

## Demografía
Hasta 2019 la población era de 332 habitantes, con una densidad de población de 19,05 habitantes por kilómetro cuadrado.